# The Ultimate Sin
The Ultimate Sin — четвертий сольний альбом Оззі Осборна, який вийшов 22 лютого 1986 року.

## Композиції
1. The Ultimate Sin — 3:45
2. Secret Loser — 4:08
3. Never Know Why — 4:27
4. Thank God for the Bomb — 3:53
5. Never — 4:17
6. Lightning Strikes — 5:16
7. Killer of Giants — 5:41
8. Fool Like You — 5:18
9. Shot in the Dark — 4:16